# Малые Шихирданы (Чувашия)
Ма́лые Шихирда́ны (чув. Кӗҫӗн Шӑнкӑртам, тат. Кече Шыгырдан) — деревня в Батыревском районе Чувашской республики. Входит в состав Тойсинского сельского поселения.
Расстояние до Чебоксар — 153 км, до районного центра — 15 км, до ближайшей железнодорожной станции — 69 км. Расположена на левом берегу р. Була.
Деревня расположена рядом с деревней Татарские Тимяши. Теперь они почти слились и практически составляют один населённый пункт.

## История
Деревня возникла в 1926—1927 годах выделением отдельных семей из с. Шыгырдан. На новое место переселились хозяйства Булатовых, Якушевых, Валеевых, Рахматулловых, Мубиновых и других семей. С началом коллективизации в деревне был организован колхоз «Красный октябрь», который являлся одним из передовых в районе.
До 1927 года находился составе Большебатыревской волости Батыревского уезда, в 1927-29 годах в составе Большебатыревского района, 1929-39 годах—Шихирдановского района, в 1939-57 годах— Чкаловского района, с 1957 года находится в составе Батыревского района.

## Население
Число дворов и жителей по годам: в 1929 — 40 дворов, 209 чел.; 1939 — 95 муж., 129 жен.; 1979 — 89 муж., 111 жен.; 2002 — 43 двора, 116 чел.: 51 муж., 65 жен.; 2010 — 29 част. домохозяйств, 89 чел.: 46 муж., 43 жен.

## Инфраструктура
Функционирует СХПК «Чулпан» (2010). Имеется фельдшерский пункт.